# Deposito locomotive di Genova Rivarolo
Il deposito locomotive di Genova Rivarolo è stata un'infrastruttura di ricovero, sosta, manutenzione e rifornimento di locomotive elettriche e Diesel delle Ferrovie dello Stato. In seguito alla riorganizzazione e divisionalizzazione delle ferrovie italiane è divenuto OML di Genova Rivarolo ed è stato assegnato alla Divisione Cargo di Trenitalia.
È stato chiuso il 30 dicembre 2016.

## Storia
Aperto all'esercizio il 1º gennaio del 1890, dall'allora Società per le Strade Ferrate del Mediterraneo, con la denominazione di Deposito Locomotive di Sampierdarena,  passò alle Ferrovie dello Stato nel 1905 in seguito dalla nazionalizzazione della rete ferroviaria.
La riorganizzazione delle Ferrovie dello Stato, partita all'inizio degli anni duemila, ha comportato il mutamento delle funzioni e la riorganizzazione dei servizi svolti dall'impianto, ridenominato Officina Manutenzione Locomotive e assegnato alla Divisione Cargo di Trenitalia.
In seguito al preannunciato spin-off della Divisione Cargo di Trenitalia in Mercitalia Rail ne è stata decisa la dismissione che, iniziata nel mese di ottobre 2016, è diventata definitiva il 30 dicembre 2016, dopo 127 anni.